# Freiberg
Freiberg là một thành phố trong bang tự do Sachsen, Đức, trung tâm hành chính của huyện Mittelsachsen.
Thành phố được lập năm 1186, và đã là một trung tâm khai thác khoáng sản ở dãy núi Ore trong nhiều thế kỷ. Một biểu tượng lịch sử là Technische Universität Bergakademie Freiberg (nổi tiếng với ngành khai khoáng), lập năm 1765 và là trường đại học khai khoáng và luyện kim cổ nhất thế giới. Freiberg cũng nổi tiếng với đại giáo đường Freiberg có hai cơ quan nổi tiếng Gottfried Silbermann.
Vào ngày 29 tháng 10 năm 1762, trong trận đánh tại Freiberg, quân Phổ do Hoàng tử Heinrich (em trai của đương kim Quốc vương) chỉ huy đánh tan nát quân Áo. Quân Áo chịu nhiều thiệt hại gấp đôi quân Phổ. Đây là chiến thắng cuối cùng của nước Phổ trong cuộc Chiến tranh Bảy năm (1756 - 1763), sau đó nước Áo phải cầu hòa và chịu thua.